# Маддалена Вісконті
Маддалена Вісконті (італ. Maddalena Visconti), (нар. від 1361 до 1367 — пом. 17 квітня 1404) — представниця династії Вісконті, донька правителя Мілану Бернабо Вісконті та Беатріче Регіни делла Скали, друга дружина Ландсгут-Баварського герцога Фрідріха.

## Біографія
Народилась у Мілані, який входив до складу Священної Римської імперії. Точна дата появи на світ невідома. Різні джерела вказують роки від 1361 до 1367, найчастіше позначаючи рік 1366-й. Була однією з шістнадцяти дітей володаря Мілану Бернабо Вісконті та його дружини Беатріче Регіна делла Скала, маючи десятеро сестер і п'ятеро братів. Резиденцією родини слугувало міланське палаццо Лукіно неподалік церкви Сан-Джованні-ін-Конка, з якою його поєднував, збудований Вісконті, перехід. 
Батько постійно брав участь у військових походах, намагаючись розширити сімейні володіння, кілька разів був відлучений від церкви. Матір, відзначаючись таким самим гордовитим і честолюбним характером, разом з тим, була єдиною, хто міг тамувати його несамовиті напади люті. Намагаючись покращити відносини з Баварією, Бернабо видав трьох доньок у шлюби з конкуруючими герцогами тих земель: Стефаном III, Ернстом та Фрідріхом, що були близькими родичами. Кожна з наречених отримала сто тисяч гульденів посагу.
Маддалена стала дружиною 42-річного Фрідріха Віттельсбаха, який правив Ландсгут-Баварським герцогством разом із братами Йоганном II і Стефаном III. Весілля пройшло 2 вересня 1381 у Ландсгуті. Наречений був удівцем, його єдина донька від першого шлюбу вже була одружена з братом Маддалени. У шлюбі народилося п'ятеро спільних дітей.

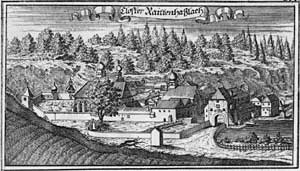
Монастир Райтенхаслах

У листопаді 1392 року Віттельсбахи поділили герцогство на три частини. Фрідріху вдалося закріпити за собою найбільш прибуткову Нижню Баварію. Втім, вже у грудні наступного року він помер, залишивши спадкоємцем малолітнього Генріха. Опіку над ним здійснювали Йоганн II та Стефан III, які постійно мали суперечки між собою, навіть певний час воювали. Маддалені, за допомогою віцтума та станів, вдалося протистояти їхнім спробам скасувати розділ 1392 року. У 1401 році Генріх був офіційно проголошений повнолітнім, хоча номінально залишався під опікою до 1404 року.
Маддалена померла у Бурггаузені, де розташовувалась одна із резиденцій Віттельсбахів, 17 квітня 1404 року. Була похована у місцевому Райтенхаслаському монастирі. За іншими даними, знайшла останній спочинок у монастирі Зеліґенталь у Ландсгуті.

## Родина
Чоловік — Фрідріх (герцог Баварії)
Діти:
- Єлизавета (1383—1442) — дружина курфюрста Бранденбургу Фрідріха I, мала десятеро дітей;
- Маргарита (1384—?) — померла в ранньому віці;
- Генріх (1386—1450) — герцог Ландсгут-Баварський у 1393—1450 роках, був одружений з Маргаритою Австрійською, мав шестеро законних дітей і трьох позашлюбних;
- Магдалена (1388—1410) — дружина графа Горіци та Кірхбергу Йоганна Мейнхарда VII, дітей не мала;
- Йоганн (близько 1390—1396) — прожив близько 6 років.